# Bonnieux
Bonnieux település Franciaországban, Vaucluse megyében. Lakosainak száma 1166 fő (2022. január 1.). Bonnieux Apt, Buoux, Gargas, Goult, Lacoste, Lauris, Lourmarin, Puyvert és Roussillon községekkel határos.

## Népesség
A település népességének változása:
| Lakosok száma | 1376 | 1362 | 1397 | 1315 | 1260 | 1206 | 1190 | 1177 | 1166 |
|               | 2013 | 2015 | 2016 | 2017 | 2018 | 2019 | 2020 | 2021 | 2022 |